# Eurypharynx
Eurypharynx – rodzaj słodkowodnych morskich ryb z monotypowej rodziny Eurypharyngidae. 

## Zasięg występowania
Morza tropikalne i umiarkowane Atlantyku, Indo-Pacyfiku i Pacyfiku.

## Klasyfikacja
Gatunki zaliczane do tego rodzaju:
- Eurypharynx pelecanoides – połykacz[3]